# Lichniops barberoi
Lichniops barberoi är en skalbaggsart som beskrevs av Gutierrez 1946. Lichniops barberoi ingår i släktet Lichniops och familjen Melolonthidae. Inga underarter finns listade i Catalogue of Life.